# 新昌迪加爾
新昌迪加爾（英語：New Chandigarh）是位於印度旁遮普邦阿哲星王子城縣的新規劃智慧城市。新昌迪加爾鄰近穆蘭布爾，是擁擠的城市昌迪加尔的擴展。新昌迪加爾由大莫哈利地區發展管理局發展。數碼土地調查以無人機進行，於2018年4月26日開始，並於同年6月24日完成。新昌迪加爾在初步總體規劃中分為1區至21區。

## 生態城
生態城一期及二期是新昌迪加爾的住宅區，位於西瓦利克山脈山麓806英畝的的土地上。住宅區經庫拉利-錫斯萬通道（Kurali-Siswan road）與昌迪加爾、库拉利與巴德迪等城市連接。生態城三期亦正在規劃中。

## 教育城
新昌迪加爾的教育城佔地1700英畝，設有大學與教育機構的校園。技術研究所與未來趨勢學院皆位於新昌迪加爾11區。

## 醫療城
新昌迪加爾的醫療城設有由塔塔紀念中心設立的霍米·巴巴癌症醫院及研究中心（Homi Bhabha Cancer Hospital and Research Centre），共佔地50英畝。幹細胞中心正在興建中。醫療城也有興建與阿哲星王子城第六期的民用醫院連接的經濟適用醫學院暨醫院的計劃。一些有機農場也位於醫療城。

## 旅遊
奧比萊蘇赫維拉斯度假村是一所位於帕蘭普爾村（Palanpur village）的7星級豪華渡假村，而它也在新昌迪加爾附近。沙希德狄鬟·星·卡拉彭尼（Diwan Singh Kalepani）博士博物館亦在新昌迪加爾附近。錫斯萬森林一帶是主要的生態旅遊區域，並有觀豹探險和森林遊歷等活動。新昌迪加爾也有戲劇表演。

## 體育
環美單車賽的資格賽、總里程長615公里的西瓦利克代表賽2018（Shivalik Signature 2018）於新昌迪加爾舉行。可容納38000人的穆蘭布爾國際板球場正在興建中。

## 交通連接
新昌迪加爾與昌迪加爾機場在未來將通過經過陽光飛地（Sunny Enclave）的機場道路連接。機場道路設四條行車綫，並使新昌迪加爾與阿哲星王子城連接。

## 發展
由羅塔斯·高爾持有的奧馬斯地產公司對於新昌迪加爾的發展非常樂觀，而該公司已經持有並發展當地達1000英畝的土地。新昌迪加爾作為阿哲星王子城區域的一部分，又鄰近昌迪加爾，有潛力成為印度另一個初創企業與資訊科技企業的中心。海外印度人和現代旁遮普青年正搬遷到新昌迪加爾，在更安全的綠色環境中安頓下來，以現代的方式生活，並坐享西瓦利克山脈的山景。

## 人工湖
政府有計劃在蘇赫納湖上方興建人工湖，使城市有自然的水流經過。

## 外部連結
- Google地圖中的新昌迪加爾
- 新昌迪加爾的官方網站 （页面存档备份，存于）
- 维基导游上有關新昌迪加爾的旅行指南